# فرن پرسونز
فرن پرسونز (به انگلیسی: Fern Persons) (زاده ۲۷ ژوئیه ۱۹۱۰-درگذشته ۲۲ ژوئیه ۲۰۱۲) بازیگر آمریکایی بود.
از فیلم‌های معروف او می‌توان به بازی در فیلم گرندیو، ایالات متحده و مقدمه یک بوسه اشاره کرد.